# Chuck Wepner
Charles «Chuck» Wepner (26 de febrero de 1939, Bayonne, Nueva Jersey) es un expúgil estadounidense. Como pugilista su récord es casi desconocido, pero tuvo la oportunidad de enfrentarse al famoso campeón de boxeo Muhammad Ali en un combate en 1975.

## Biografía
Wepner es de ascendencia judía y su juventud transcurrió en Atlantic City. El apodo, «El Sangrador de Bayonne» (The Bayonne Bleeder en inglés), se le otorgó en recuerdo de su ciudad natal y por la fragilidad de sus cejas que solían sangrar en cuantía en cada combate, llegando a sumar 329 puntos de sutura.
Desde 1964 a 1978, Wepner acumuló 35 victorias (17 de ellas por K.O.), 14 derrotas y dos empates. Fue derrotado por los más grandes boxeadores de su época: George Foreman, Sonny Liston, Joe Bugner y Duane Bobick. Todas sus derrotas fueron por K.O. o K.O. técnico, estando en 1973 casi al borde del retiro, con 35 años de edad ya cumplidos y sin haber ganado título alguno. Al igual que el personaje de ficción, al momento de su combate más famoso Wepner se ganaba la vida dando peleas de boxeo en clubes de aficionados contra rivales de baja calidad. Sin embargo, su derrota más legendaria lo llevaría a la fama. 
Hoy en día, Wepner atiende una licorería.

## Su pelea con Muhammad Ali
Para 1974, el sangrador de Bayonne había acordado una pelea, a través del mánager Don King, contra el entonces campeón George Foreman quien ya se había enfrentado a Wepner y quien con 36 años de edad en el ocaso de su carrera, no era rival serio para el campeón.
Wepner aceptó el combate por 100 000 dólares. Sin embargo, el título volvería a Muhammad Ali en una mítica pelea realizada en Kinshasa (Zaire) donde Ali derrotaría decisivamente a Foreman, por lo cual Wepner sospechó que había perdido la ocasión de luchar contra algún campeón. No obstante, Ali aceptó realizar la pelea con Wepner (previamente pactada contra Foreman) jugándose en el cuadrilátero los títulos de la WBC y la WBA. 
Debido a que Muhammad Ali se hallaba entonces en el cenit de su carrera boxística, las apuestas eran 30 a 1 en contra del retador, un hombre demasiado viejo para retar a un campeón vigente y que nunca había pertenecido a la élite pugilística mundial. La revista Sports Illustrated describía a Wepner antes de la pelea con Ali como «Un ancho bloque de corazón y sueños, uno de los últimos peleadores de clubes, de esos que te dan todo lo que tienen, que convierten al ring en un mar púrpura y siguen pidiendo más».
La pelea empezó con un Muhammad Ali dominando a su rival, mientras Wepner sólo se defendía; no obstante al noveno asalto el retador decidió atacar con todas sus fuerzas a Ali. Sangrando como siempre, Wepner resistía los ágiles embates de Ali. Un golpe certero del retador lleva al «más grande» a la lona por primera vez en muchos años, lo cual sorprende al público. El árbitro Tony Pérez empezaba la cuenta de protección al caído Ali.
Una vez de pie, Ali siguió su ataque cada vez más potente contra Wepner, pero éste no caía, resistiendo hasta el décimo quinto y último asalto. La tenaz resistencia de Wepner sigue sorprendiendo a todos, pues no se esperaba que Muhammad Ali, campeón mundial apenas unos meses antes, debiera esforzarse tanto para reducir a un retador viejo y desconocido. Diecinueve segundos antes de la campana final las ráfagas de golpes del campeón hicieron doblar la rodilla a Wepner quien pierde por K.O. técnico.
Al igual que en la película de Stallone, ante el daño sobre las cejas de Wepner el árbitro concurre a la esquina a preguntarle al retador cuantos dedos ve. Totalmente ciego, Wepner responde tres, gracias a tres pellizcos de su preparador.

## El guion deRocky
Sería esa pelea de 1975 la que inspiraría a Sylvester Stallone, para un año más tarde escribir la historia de Rocky, donde el ascenso del protagonista a la fama boxística guarda una enorme semejanza con la historia real de Wepner, aunque detalles concretos de la vida de Rocky Balboa sean bastante diferentes al inspirador real de la historia. 
En 2003 el Tribunal Supremo de Jersey City admitió una demanda por compensación por los derechos de la historia del púgil. El alguna vez retador al título, le exige 15 millones de dólares a Stallone, quien, según dice Wepner, muchas veces le prometió una compensación nunca cumpliendo su palabra, además de utilizar el nombre real de Wepner para promocionar las ediciones de homenaje de Rocky sin pagar compensación alguna. En 2006 el caso fue cerrado mediante un acuerdo entre las partes, por una cantidad no publicada.
Stallone nunca ha negado que la historia del «hijo preferido de Filadelfia» estuviese inspirada en Wepner. En palabras de Wepner: «Sly (Stallone) me llamó dos semanas después de la pelea con Ali y me dijo que iba a hacer la película. Cuando el primer filme de Rocky fue estrenado yo fui feliz. Años después, vi a Stallone y él espontáneamente exclamó "Oye Chuck, gracias"... yo creo que fue por la inspiración».